# Chování při vyhledávání informací
Chování při vyhledávání informací (Information seeking ) popisuje záměrné vyhledávání informací s cílem dosáhnout určitého cíle a uspokojit určitou informační potřebu. V průběhu tohoto procesu může člověk pracovat s manuálními informačními systémy, lidmi i počítačem. Archivováno 9. 3. 2016 na Wayback Machine. Jedná se o podmnožinu získávání informací. Nezaměňovat s informačním slíděním .

## Wilsonův model informačního chování
T.D. Wilson vymezil čtyři základní pojmy, které popisují chování uživatelů při vyhledávání informací:

### Information Behavior
Informační chování je souhrn lidského chování ve vztahu ke zdrojům a informačním kanálům, zahrnuje aktivní i pasivní informační hledání a informační využívání.

### Information Seeking Behavior
Je předmětem tohoto článku. Jedná se o záměrné vyhledávání informací v důsledku uspokojení nějakého cíle. V průběhu vyhledávání může dojít k interakci s manuálními informačními nebo s počítačově- orientovanými systémy (web).

### Information Searching Behavior
Interakce uživatele s informačními systémy všeho druhu. Skládá se ze všech interakcí se systémem, ať už na úrovni interakce mezi člověkem a počítačem (například použití myši a kliknutí na odkaz) nebo intelektuální úrovni (přijetí booleovské strategie vyhledávání), které budou zahrnovat i duševní akty, jako je posuzování významu dat a informací při získávání informací.

### Information Use Behavior
Skládá se z fyzické a duševní činnosti zapříčiněné začleňováním nalezených informací do osobního vědomostního fondu. Může zahrnovat fyzické úkony, jako je označení části textu upozorňujícího na jeho význam nebo důležitost, stejně tak i duševní akty, které se týkají porovnání nových informací se stávajícími znalostmi.

## Teorie
Výzkum oboru informačních věd se soustřeďuje na praktiky hledání informací osob různých oblastech profesionální práce. Byly provedeny studie o chování při vyhledávání informací (mimo jiné) u knihovníků, akademických pracovníků, lékařů, inženýrů a právníků. Výzkumu hojně čerpal z prací Leckie, Pettigrew (nyní Fisher) a Sylvaina, kteří v roce 1996 provedli rozsáhlou revizi literatury LIS (stejně jako literaturu jiných akademických oborů) o odborném hledání informací. Autoři navrhli analytický model profesionálního chování při hledání informací, který by měl být zobecnitelný napříč profesemi. Cílem modelu bylo přinést nové poznatky a dát vzniknout rafinovanějším a použitelnějším teoriím hledání informací.
Robinsonova teorie stanovuje, že se člověk vyhledávající informace v pracovním prostředí spoléhá stejnou měrou na kolegy i na úložiště informací a tráví stejný čas se oběma zdroji. Rozložení času mezi jednotlivé etapy hledání informací se však liší v závislosti na zdroji. Při konzultaci s jinými lidmi tráví lidé méně času vyhledáním informačního zdroje, stejné množství času snahou porozumět informaci a více času při řešení problémů a rozhodování se, než tehdy, kdy konzultuje neživý informační zdroj. Výzkum také zjistil, že lidé tráví podstatně více času pasivním přijímáním informací (tj. informace, o které nepožádali), spíše než aktivně (tj. informace, o které požádali). Tento vzorec se pak odráží i v případě, že informace poskytují oni ostatním.